# 永进社 (永禄县)
永进社（越南语：／），是越南清化省永禄县的一个社，位于该县西隅，面积4.9平方公里，1999年有人口4,546，境内的西都城曾为胡朝首都。

## 历史
在陈朝末年，永进社隶属于清化府安孫洞，1397年，陈朝权臣胡季犛在当地拥有实权，并派遣吏部尚書兼太史令杜省前往安孫洞建造西都城。同年，他效仿曹操遷到許都的先例，將都城自昇龍遷到了此處，遷百姓以實其地:472，1400年，他废黜陳少帝，自立國號為大虞，首都仍然在西都城:476-477。1407年，明朝进攻安南，西都城迅速被占领，胡朝灭亡:493-495:136-137，当地一度归属交趾清化府管辖，而西都城日后也因为缺乏管理而趋于荒废。自1953年以来，当地一直被称为永进社。

## 地理
永进社位于永禄县西隅，东接永福社、东南侧与縣蒞永祿市鎮相接，西与永安社相连、南隔马江与安定县相望、北邻永隆社，胡朝时期的首都西都城大部分建筑位于该社北隅:460-461，面积约4.9平方公里，有国道217号连接縣蒞永祿市鎮以及锦水县、河中县等地:460-461。

## 经济
除發展传统的种植业外，永進社也發展旅遊業，胡朝于1397年建造的西都城歷史遺蹟區是当地主要的旅遊景點，也是越南世界文化遗产之一，此外，当地还有一座纪念陈朝将领陈渴真的祠堂。